# Museu Märkisches
El Märkisches Museum (Museu de la Marca, originàriament Märkisches Provinzial-Museum, és a dir, Museu de la Província de la Marca [de Brandenburg]) és al barri de Mitte, a Berlín. Fundat el 1874 com a museu de la ciutat de Berlín i la seua marca de Brandenburg, ocupa un edifici a l'extrem nord del parc Köllnischer, enfront del riu Spree. L'edifici fou projectat per Ludwig Hoffmann i s'acabà al 1908. Ara és la instal·lació principal de la Stiftung Stadtmuseum Berlin, Landesmuseum für Kultur und Geschichte Berlins, la fundació de museus de la ciutat de Berlín, que també controla quatre institucions més.

## Antecedents
En la segona meitat del s. XIX, Berlín cresqué ràpidament. La primera pedra d'un nou Ajuntament molt més gran, el Rotes Rathaus, es col·locà al 1861. Aquests canvis provocaren interés entre la burgesia pel passat de la ciutat i per preservar el que encara no se n'havia perdut. Es fundà el Verein für die Geschichte Berlins (Associació per a la història de Berlín). Aplegà molts dels primers fotògrafs de la ciutat, com Friedrich Albert Schwart, que documentaren els canvis en l'urbs, organitzaren un dels primers retrats fotogràfics sistemàtics d'una ciutat i la seua arquitectura. A partir de la dècada de 1860, advocaren per la fundació d'un museu d'història. Ernst Friedel, un jutge i antiquari que havia recollit objectes prehistòrics i històrics i pintures de Brandenburg, persuadí el Magistrat, el consell executiu de Berlín, per formar un nou departament de col·leccions, i Friedel fou nomenat per encapçalar-lo amb la biblioteca i l'arxiu existent. El 9 d'octubre de 1874, amb l'acceptació oficial del seu pla per part de la ciutat, es funda el "Märkisches Provinzialmuseum" (Museu Provincial de la Marca). Fou el primer museu a Berlín totalment independent de la corona prussiana. Tenia un pressupost de dos mil marcs d'or per any per a compres i, per tant, depenia de les donacions personals i de fundacions. L'emperador d'Alemanya després hi contribuiria amb un petit fons per a la compra de fotografies de la ciutat.

## Història primerenca

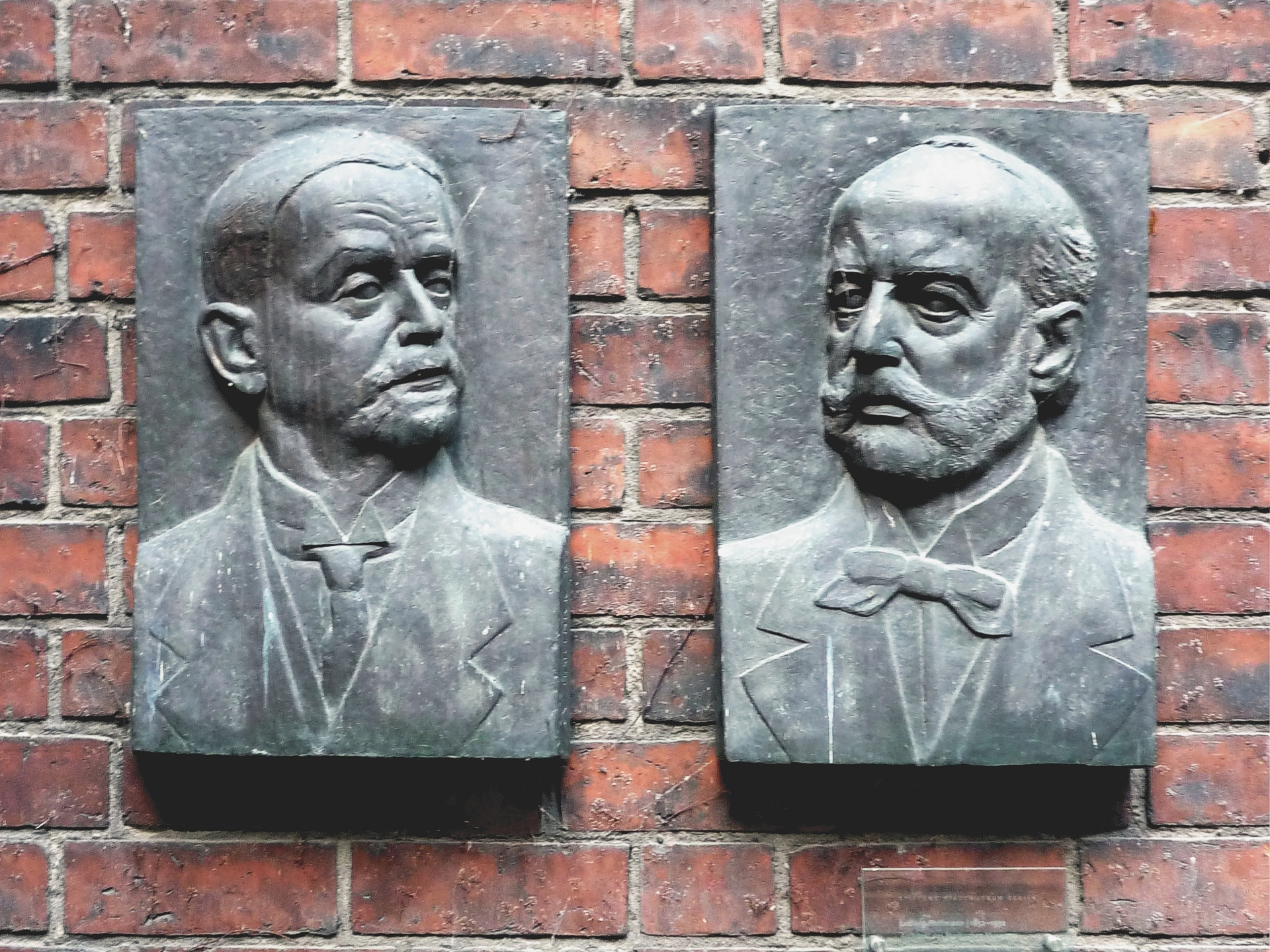
Alts relleus de Ludwig Hoffmann i Ernst Friedel, obra d'Evelyn Hartnick

Al març de 1875, Friedel feu una crida per promoure la donació o préstec d'objectes d'interés històric o científic que tingué tant d'èxit que la col·lecció s'hagué de traslladar a la fi d'aquest any des de l'antic ajuntament al Palais Podewils, una residència barroca a Klosterstraßi, i el 1880, a l'antic Ajuntament de Cölln. En aquest moment tenia més de 29.500 objectes. A més, a Berlín, en ple període del Gründerzeit, es duien a terme un gran nombre de demolicions i excavacions, i se'n descobriren tants fragments d'edificis antics com troballes prehistòriques i medievals. La col·lecció estava abarrotada i en particular les peces grans recuperades de les esglésies no es podien mostrar correctament. Cal dir que, el 16 d'agost de 1878, es va utilitzar un destral de botxí de la col·lecció per decapitar Max Hödel després del seu intent d'assassinat de l'emperador Guillem I.
A instàncies de Friedel, es feu un concurs el 1892 per habilitar un edifici capaç d'albergar la col·lecció, però els resultats en foren decebedors. El disseny guanyador, de Wilhelm Möller, demostrà ser-hi inadequat i massa car, i l'arquitecte ja havia mort, per la qual cosa el projecte es va arxivar.

## Construcció

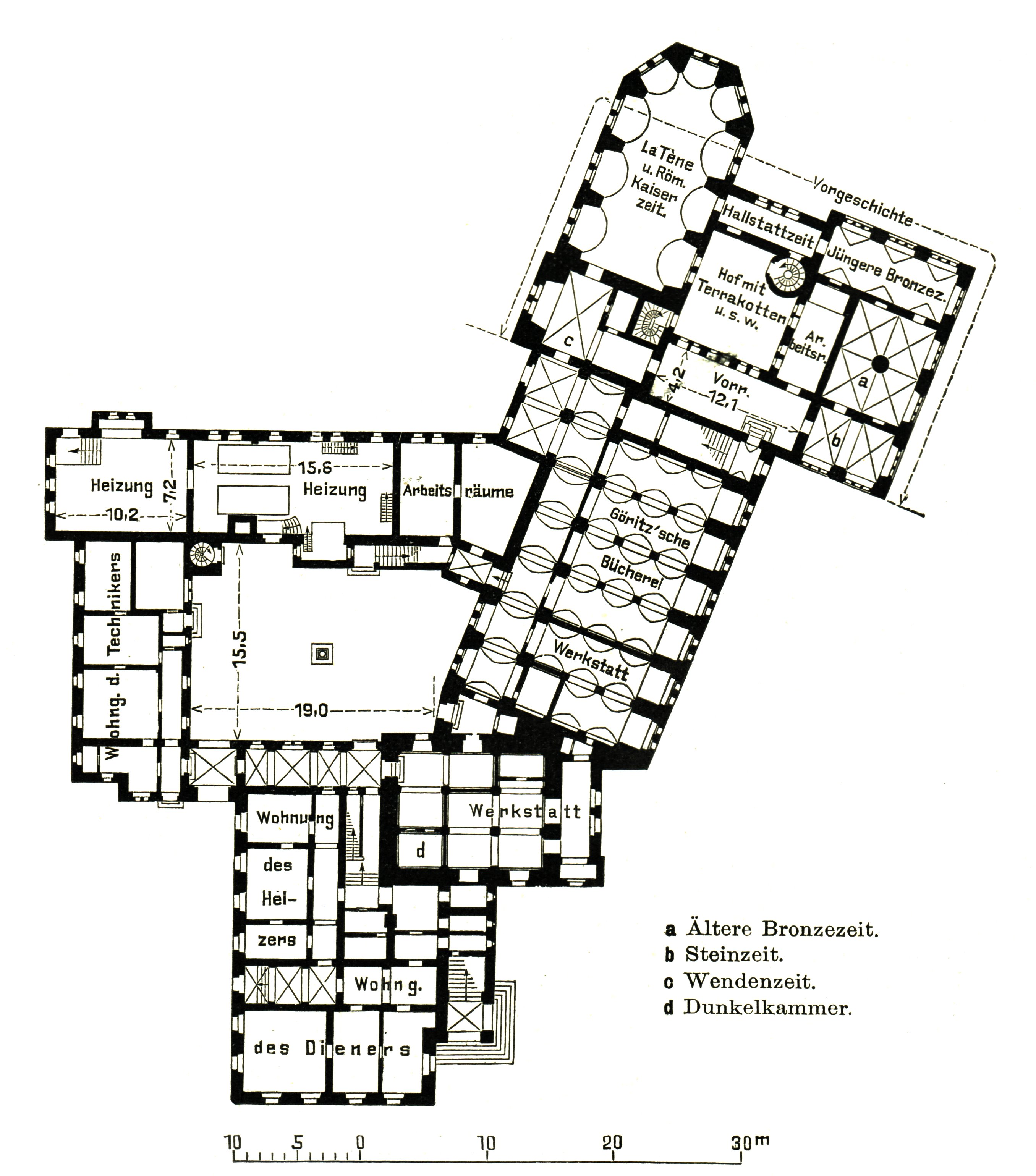
Plànol de la planta de l'edifici

Crear un nou edifici per al museu fou la primera tasca de Ludwig Hoffmann després del seu nomenament el 1896 com a cap de construcció de Berlín. Els seus primers esbossos daten d'aquest any; la construcció en començà al 1899 i conclogué al 1907. Mentrestant, el 1899, abans de la demolició de l'Ajuntament de Cölln, part de la col·lecció s'hi havia guardat i s'havien exhibit algunes peces temporalment en la primera planta d'un dels mercats coberts de la ciutat fins al 1904.
Hoffmann dissenyà el museu com un complex de sis edificis diferents que es fan ressò de l'arquitectura de rajola de Brandenburg dels períodes del gòtic al Renaixement en un "collage històric" per reflectir els continguts del museu i evocar l'"atmosfera" de diverses èpoques i tipus de construcció. Part del seu raonament era que Berlín ja no conservava massa del seu antic centre. Els edificis s'agrupen a l'entorn de dos patis i es basen en detalls històrics que havia estudiat i esbossat de tota la marca; les seues "cites" són còpies exactes, però hi ha desacord quant als originals, com en una façana que es diu que està basada en l'Ajuntament de Tangermünde o l'església de Santa Caterina de Brandenburg, i la torre amb teulada a quatre aigües de 53 m d'alt, inspirada en la del castell del Bisbe de Wittstock o en la catedral de Ratzeburg. Hoffmann també modificà el disseny de Kölnischer Park per crear un entorn atractiu del museu.
L'interior del museu també evoca l'ambient de diferents escenaris històrics (com era moda dels museus d'Alemanya). Per exemple, els baixos sostres arcats i les parets arrebossades de la planta baixa tenien la intenció de suggerir una gran antiguitat, i va allotjar les col·leccions sobre prehistòria, on les vitrines amb urnes i destrals bifaces funeràries eren rústiques en la forma; l'entorn per als altars i escultures medievals era una capella gòtica com els interiors de les esglésies medievals: es mostraven armes en una sala amb columnes gruixudes que recordava un monestir; i la porcellana rococó i les capsetes de rapé s'exhibien en elegants vitrines en una sala àmplia i lluminosa al segon pis. Hi havia 50 galeries d'exposicions. En el recorregut, el visitant era conduït repetides vegades al gran saló central.

Una setmana abans de la inauguració, el 10 de juny de 1908, l'emperador Guillem II i l'emperadriu Augusta Victòria van recórrer les exposicions durant dues hores. El museu ara es considera una de les obres més importants d'Hoffmann i també un dels edificis museístics més destacats d'Alemanya.

## Història des de 1908

### Abans i després de la Primera Guerra mundial
El museu adquirí gran popularitat, atreia uns 70.000 visitants anuals. Rebia el suport del Verein für das Märkische Museum, que tenia com a mecenes potentats berlinesos. Especialment després de la creació de la Llei del Gran Berlín el 1920, el museu se centrà més en la ciutat que en la Marca de Brandenburg. Es veié, però, afectat per la Primera Guerra mundial, la revolució de Novembre i la hiperinflació de la República de Weimar que la seguí.

### Sota l'ocupació soviètica i en la República Democràtica Alemanya
Quan acabà la guerra, el museu era al sector soviètic de Berlín, que esdevingué capital de la República Democràtica Alemanya. Les primeres galeries se'n reobriren al 1946. Alguns articles es rescataren d'edificis destruïts en la guerra, però la necessitat de reparar l'edifici restringí l'espai disponible i es perdé la major part de la col·lecció d'història natural. En una restauració entre 1953 i 1958, l'interior se subdividí per envans, destruint-se cada vegada més l'esquema de galeria d'Hoffmann, i el personal del museu havia de presentar la història sobre una base marxistaleninista.
Després que el mur de Berlín dividira la ciutat el 1961, finalment es decidí d'establir un Museu de Berlín separat del Berlín Oest. Fundat el 1962, se situà en un edifici barroc, l'antiga Casa del Col·legi del Tribunal Superior de Justícia de Berlín a Lindenstraßi, Kreuzberg, i la col·lecció es limità a la història cultural perquè els dos museus pogueren reunir-se amb el menor nombre possible de problemes.

### Des de la reunificació
Després de la reunificació alemanya, cinc anys de discussió i planificació culminaren en la fundació el 1995 de la Stiftung Stadtmuseum Berlin, Landesmuseum für Kultur und Geschichte Berlins, que ara reuneix diversos museus abans independents a Berlín, amb el Museu Märkisches com a ubicació principal. L'edifici es rehabilità al 1996 i 2001, i s'hi construïren nous espais sota les cobertes perquè els visitants tornaren a experimentar la seqüència de galeries segons el plantejament d'Hoffmann, si bé una gran part dels fons del museu continuen emmagatzemats a Spandau per falta d'espai. El Senat de Berlín té previst unificar els fons ara dispersos a Mitte, al Museu Märkisches i voltants, i ha projectat una ampliació de l'edifici que incorporarà el proper Marinehaus, dissenyat per Otto Liesheim i construït entre 1908 i 1910. El museu existent alberga objectes des de la prehistòria fins al començament del s. XX, i l'ampliació acull la col·lecció sobre història recent.

## Galeria d'imatges

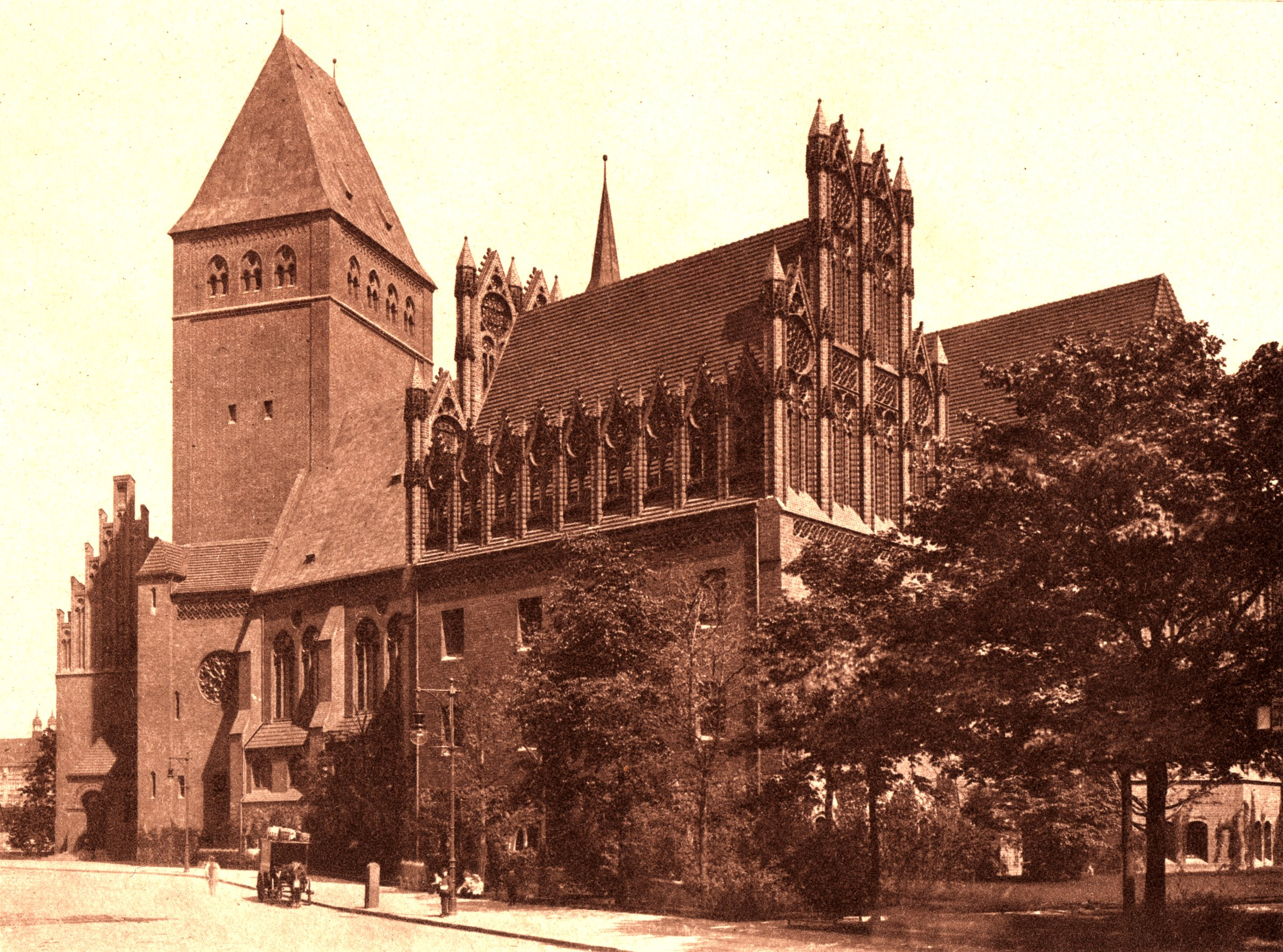
El Märkisches Museum vist des de la Wallstraßi el 1908, l'any de l'obertura
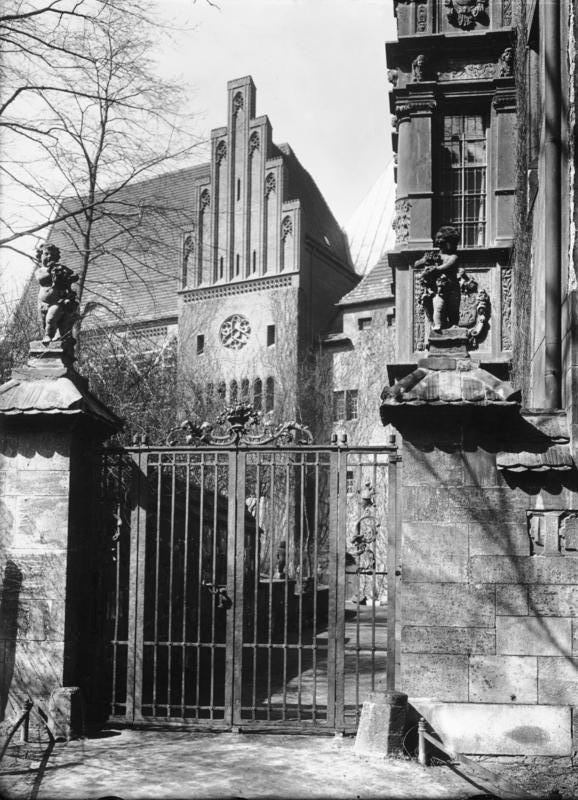
Accés posterior (1929)
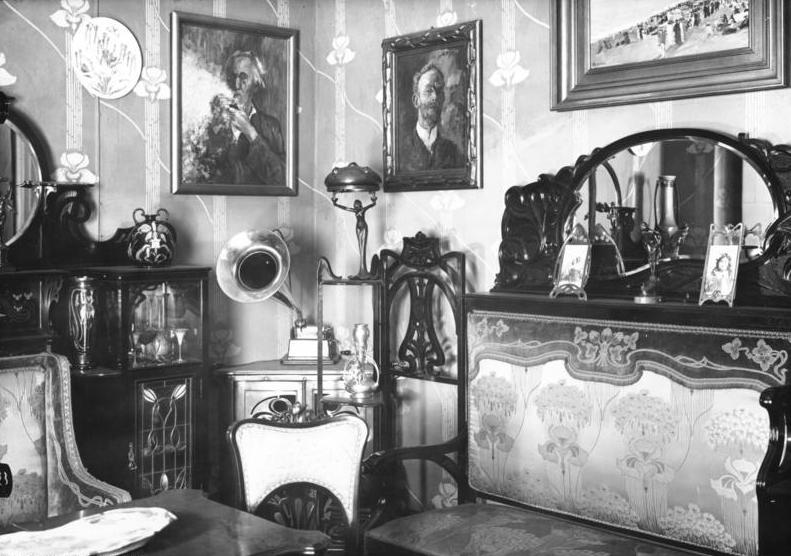
Espai d'ambient modernista del museu (1935)
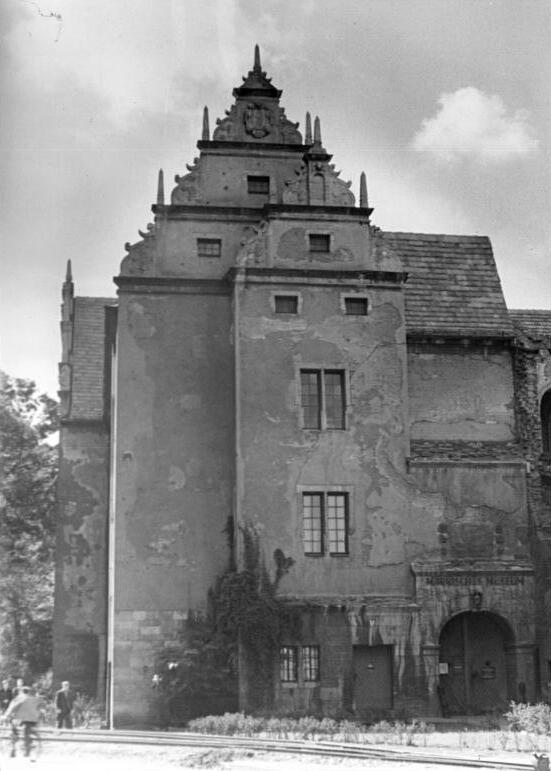
Danys romanents a l'exterior del museu (1952)
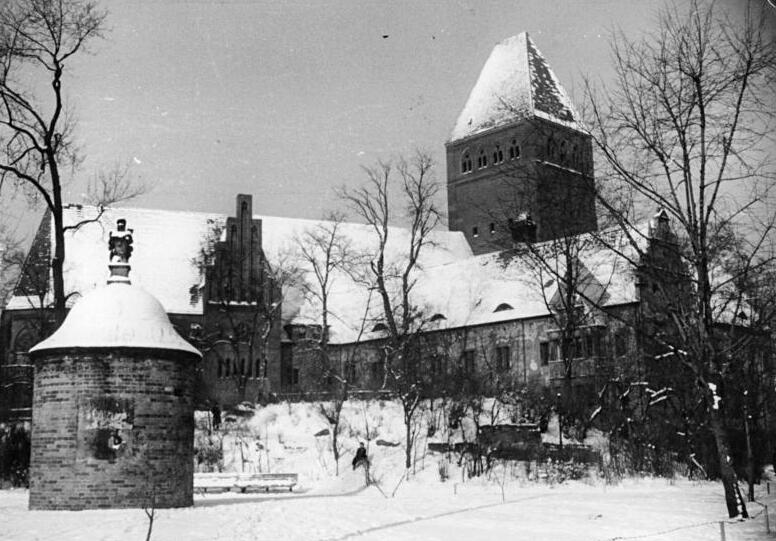
Vista hivernal del museu (1953)